# 글로스터 공작부인 앨리스
글로스터 공작부인 앨리스(영어: Princess Alice, Duchess of Gloucester, 1901년 12월 25일 ~ 2004년 10월 29일)는 영국의 귀족부인이다. 본명은 앨리스 크리스타벨 몬태규 더글러스 스콧(영어: Lady Alice Christabel Montagu Douglas Scott)이며 조지 5세와 테크의 메리의 아들 글로스터 공작 헨리의 부인이다.
스코틀랜드 최대의 토지 소유자였던 제7대 버클루 공작의 딸로, 앨리스는 결혼을 통해 영국의 왕실의 일원이자 에드워드 8세와 조지 6세의 제수이기도 했다. 역대 영국 왕실 인물들 중 최장수한 인물이다. 또한 전 세계의 왕족 중에서도 가장 장수하여 기네스북에 올랐다.

## 어린 시절
글로스터 공작부인 앨리스는 1901년 크리스마스 날 런던 화이트홀의 몬태규 하우스에서 달케이트 백작 존 몬태규 더글러스 스콧와 제4대 브래드퍼드 백작의 딸이었던 마거릿 앨리스 "몰리" 브리지맨(영어: Lady Margaret Alice "Molly" Bridgeman)의 셋째 딸이자 다섯째 아이로 태어났다. 그녀의 형제 월터, 윌리엄, 그리고 그녀의 조카 존은 모두 보수당 의원이었다. 그녀의 사촌인 엠허스트 부인 마리안 루이자는 앨리스의 종손인 요크 공작 앤드루의 전 부인 요크 공작부인 사라의 친할머니다.
앨리스는 찰스 2세의 맏아들이지만 사생아이고, 명예혁명으로 이어지는 몇 년 동안 주요 정치인이었던 제1대 몬머스 공작 제임스 스콧의 후손이었다. 앨리스는 크리스마스에 태어났기 때문에 크리스타벨이라는 중간 이름을 얻었다.
앨리스는 어린 시절의 대부분을 "훌륭한 집들"을 여행하며 보냈다. 노샘프턴셔주의 뷰튼 하우스와 덤프리스 갤러웨이의 드럼랜리그 성, 스코티시보더스의 보우힐과 멜로즈의 에일던 힐은 거의 앨리스의 본거지였다.
14살에 거의 익사할 뻔 했던 경험은 앨리스가 매일의 시간을 최대한 활용해야 한다는 예리한 감각을 깨웠다. 솔웨이 퍼스에서 해류에 휘말린 그녀는 자신이 죽을 것이라고 확신하고 신에게 기도하며, 공무에 헌신하는 대가로 자신의 생명을 구할 수 있는 기적을 빌었다.
다음 순간 내 발이 바위에 닿았다. 나는 일어서서 숨을 돌릴 수 있었다. 나는 꽤 먼 해안으로 실려 내려갔었다. (내 왼쪽에 몇몇 집들이 왔다 갔다 했다.) 하지만 그 바위들은 암초라는 것이 증명되었고 나는 더 이상의 사고 없이 그것들을 헤치고 얕은 물로 돌아갈 수 있었다. 내 삶에 대한 보답으로 나는 그것을 어떤 유용한 목적에 바치겠다고 약속했었다. 하지만 내 도움이 필요하거나 내가 도움이 되는 것은 결코 없는 것 같았다. 그래서, 일련의 예기치 못한 상황들을 통해, 어느 날, 내가 조국을 위해 봉사하는 데 공적인 의무가 주어졌다는 것을 알게 되었을 때, 매우 비밀스러운 내 서약이 존중되었다.

앨리스는 우스터셔주 웨스트맬번에서 사립 세인트제임스 여학교에 다녔고, 후에 프랑스, 케냐, 인도로 여행을 갔다. 웨스트 맬번에서 학교를 마친 후, 그녀는 "1920년 궁정에서 재판을 받기 위해 귀국하기 전까지" 파리에서 1년을 보냈다. 앨리스는 스키, 승마, 사냥을 즐겼으며 수채화에도 능했다. 케냐의 아처스 포스트 근처에서 그린 그녀의 그림은 오늘날 로열 컬렉션의 일부이다. 1929년부터 1931년까지 1년 이상 머물렀던 케냐에서 앨리스는 해피 밸리 세트라 불리는 지역에서 거주했으며 에벌린 워와 같은 부류의 사람들을 많이 만났다.

## 결혼
1935년, 앨리스는 아버지의 건강이 악화되고 있다는 것을 알았을 때 영국으로 돌아왔다. 1935년 8월 앨리스는 글로스터 공작 헨리 왕자와 약혼했다.  그들은 그해 11월 6일 버킹엄궁의 개인 예배당에서 비공개 결혼식을 올렸다.  원래 웨스트민스터 사원에서 훨씬 더 정교한 결혼식이 계획되었다. 그러나 1935년 10월 19일 버클루 공작이 암으로 사망하고, 국왕의 건강이 나빠진 것을 고려하여 결혼식을 좀 더 사적인 장소로 축소하기로 결정했다.
앨리스의 신부 들러리는 그녀의 여동생 안젤라 몬태규 더글러스 스콧과 그녀의 조카 클레어 핍스, 엘리자베스 몬태규 더글러스 스콧, 앤 호키, 글로스터 공작의 조카인 엘리자베스 공주와 요크 공주 마거릿, 사촌 모이라 몬태규 더글러스 스콧, 그리고 글로스터 공작의 사촌 메리 휘틀리 여사였다. 앨리스는 홍조를 띤 웨딩드레스를 입었는데, 이 의상을 입은 영국 왕실의 신부는 그녀가 유일했다. 그녀의 가운은 훗날 미래의 여왕인 엘리자베스 공주의 웨딩드레스를 디자인한 노먼 하트넬이 디자인했다. 이 드레스는 "길고 좁은 소매, 높은 목둘레선에 인공 오렌지색 꽃의 꽃다발을 드리워 수수한 소박함"을 드러냈다. 면사포는 떠도는 구름과 같은 파삭파삭한 튤로 만들어졌다. 버킹엄 궁전의 개인 예배당으로 가는 길에 앨리스는 추운 날씨 때문에 "어민 담요 스톨"을 입었다.  비록 그 날은 춥고 비가 내렸지만, 백만 명 이상의 사람들이 신혼여행을 가는 글로스터 공작 부부를 배웅하기 위해 궁전에서 기차역까지 거리에 줄지어 있었다. 앨리스는 그때부터 종종 "겨울 공주"로 불렸다.

## 왕실 일원으로서의 삶

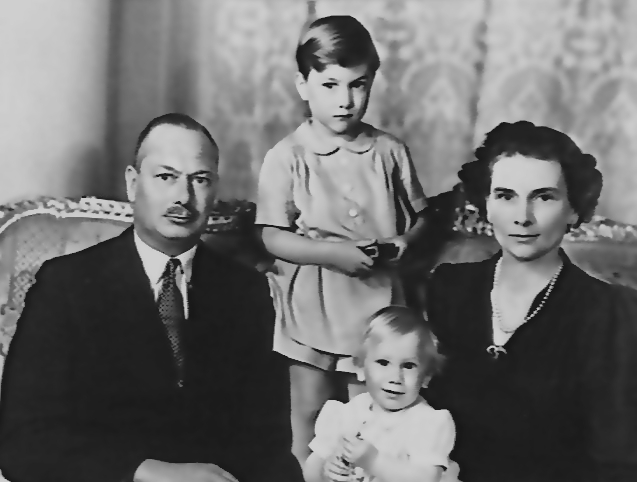
글로스터 공작 가족사진

처음에 글로스터 공작과 공작부인은 올더샷에 있는 로열 파빌리온에서 살았고, 그곳에서 글로스터 공작은 육군 참모 과정을 수강했다. 1936년 12월 에드워드 8세가 퇴위하자 글로스터 공작은 더 많은 공공 임무를 맡기 위해 군을 떠났다.
글로스터 공작 부부는 왕실이 하사한 런던의 세인트 제임스 궁전의 요크 하우스를 받았고, 1938년에 그들은 노샘프턴셔에 있는 바넬 영지를 구입했다. 공작부인은 두 번의 유산을 겪었고, 이후 글로스터 공자 윌리엄과 글로스터 공작 리처드를 낳았다.
글로스터 공작과 공작부인은 다양한 임무를 수행하며 광범위하게 여행했다. 공작부인의 공식석상 일정에는 1937년 10월 19일 HMS 글로스터 진수도 포함되어 있었다. 제2차 세계 대전 동안, 공작부인은 적십자와 성 요한 기사단과 함께 일했다. 그녀는 1939년 여성보조공군 (WAAF)의 수장이 되었고, 1940년 3월 12일 주요 관리자가 되었다. 이후 앨리스는 1943년 3월 4일 공군 총사령관으로 임명되었고, 1944년 8월까지 사령관을 맡았다. 1949년 여성보조공군이 여성 왕립 공군(WRAF)이 되었을 때, 앨리스는 1949년 2월 1일 새로운 조직에서 (공군 부사령관과 동급인) 공군 총지휘관으로 임명되었다. 1968년 9월 1일 앨리스는 공군 중장으로 진급했고, 1990년 2월 23일 영국 공군의 대장으로 진급했다. 앨리스는 또한 간호 군단의 총사령관이자 조지 6세의 왕비인 엘리자베스 왕비의 대리인이기도 했다.
1945년부터 1947년까지 글로스터 공작은 오스트레일리아의 총독으로 재임했고, 공작과 공작부인은 캔버라에서 살았다.
글로스터 공작부인은 노샘프턴셔 연대, 제2이스트앵글리안 연대, 왕립 앵글리안 연대, 왕립 후사르, 왕립 아일랜드 레인저, 왕립수송군단과 같은 영국 육군에서 여러 부대의 명예 연대장 또는 명예 부연대장직을 받았다. 그녀는 걸스데이 스쿨 신탁과 퀸 마거릿 대학의 후원자이기도 했다.
1965년, 윈스턴 처칠의 장례식에서 돌아오는 도중, 공작의 뇌졸중으로 인해 차 사고가 났다. 이 사고로 공작이 차 밖으로 내동댕이쳐지고 공작부인은 얼굴에 부상을 입었다. 이 사건에 대해 공작부인은 "나는 그가 잠들어서 자제력을 잃으면 핸들을 잡거나 브레이크에 발을 올려놓기 위해 그의 옆에 앉아 있었다. 하지만 그 때 나는 스스로 졸았음에 틀림없다. 분명히 롤스는 길을 벗어나서 배추밭에서 거꾸로 뒤집어져 있었다. 헨리 왕자는 운 좋게도 열린 문밖으로 내동댕이쳐져 쐐기풀과 가시덤불 사이로 떨어졌다..."라고 썼다.
1972년, 공작부인의 장남인 윌리엄 왕자는 아마추어 에어쇼 경기에 참가하던 중 비행기 사고로 사망했다. 글로스터 공작은 아들이 죽었을 때 건강이 너무 안 좋아서 공작부인은 그에게 말해야 할지 망설였다. 나중에 공작부인의 회고록에서는 공작부인은 말하지 않았지만 공작이 텔레비전 보도에서 윌리엄의 죽음을 알았을지도 모른다고 인정했다. 글로스터 공작은 1974년 6월 10일 74세의 나이로 사망하였다.

## 이후 삶
1975년 앨리스 공주는 바스 훈장 대십자 여기사로 임명된 최초의 여성이었다.  1981년, 앨리스는 <글로스터 공작부인 앨리스 공주의 회고록>이라는 제목으로 자신의 회고록을 처음으로 출판했고, 10년 뒤인 1991년 <90년의 기억>이라는 개정판을 내놓았다.
1994년, 글로스터가문이 경제적인 이유로 바넬 저택을 포기한 후, 앨리스는 바넬에서 켄싱턴 궁전으로 이사하여 현재의 글로스터 공작 부부과 함께 살았다. 그녀는 98세의 나이로 공식적으로 공직에서 은퇴했다. 1999년, 공작은 신체적 약함으로 인해 그의 어머니가 켄싱턴 궁의 주변 밖에서 더 이상 공공업무를 이행하지 않을 것이라고 발표했다. 2000년 7월, 공작은 또 다른 성명에서 그의 어머니가 "점점 건망증이 심해졌다"고 말했다.
2001년 12월, 왕실은 앨리스 공주의 100번째 생일을 축하하는 식을 열었다. 이것은 앨리스 공주의 마지막 공식석상이었다. 엘리자베스 왕비가 2002년 3월 101세의 나이로 사망했을 때, 앨리스 공주는 영국 왕실의 살아있는 최고령자가 되었다.  2003년 8월 21일, 앨리스 공주는 101세 238일의 나이로 엘리자베스 왕비가 세웠던 영국 왕실 역사상 최고령자로서의 기록을 넘어섰다.  2003년 9월 20일, 101세 269일의 나이로, 그녀는 세계 최장수 왕족으로 기네스북으로부터 인증을 받았으며, 종전의 레오니야 바리아틴스카야의 기록을 엎었다.

## 죽음
앨리스 공주는 2004년 10월 29일 103세 생일을 57일 앞두고 켄싱턴 궁전에서 잠을 자다가 뇌졸중으로 사망했다. 그녀가 죽은 후, 유니언 잭이 조기로 나부꼈다. 그녀의 장례식은 2004년 11월 5일 윈저에 있는 세인트조지 예배당에서 거행되었고, 프로그모어의 왕실 묘지에 남편 헨리 왕자와 장남 윌리엄 왕자의 옆에 묻혔다. 장례식에는 엘리자베스 2세를 비롯한 영국 왕족들이 참석했다.  2005년 2월 2일 세인트 클레멘스 데인스에서 추모식이 열렸으며, 앨리스 공주의 아들과 아들의 가족, 앨리스 공주가 참여한 단체의 대표들이 참석했다. 앨리스 공주가 여성공군에서 총사령관을 맡은 것을 기리기 위해 영국 공군은 추도식을 공동주관했다.